# Калангуй
Калангу́й (рос. Калангуй) — селище міського типу у складі Олов'яннинського району Забайкальського краю, Росія. Адміністративний центр та єдиний населений пункт Калангуйського міського поселення.

## Населення
Населення — 2112 осіб (2010; 2800 у 2002).